# 日本ふかし話
『日本ふかし話』（にほんふかしばなし）は、中村雅之の漫画作品。『月刊少年ジャンプ』（集英社）に1992年1月号から12月号まで連載された。

## 概要
日本の伝統的な昔話をベースにしたギャグ漫画であるが、中にはシンデレラを始め日本の昔話と言えないものが含まれていることもある。
主人公の桃太郎とその仲間たちが他の話に乱入し、騒動を巻き起こしたり他人の悩み事相談に乗りつつ却って問題を深刻にしてしまうのが話の基本パターンである。
第12話掲載後、作者の病気により休載となった。その後再開することなく2022年8月5日に作者が死去したため絶筆となった。

## 主な登場人物
桃太郎（ももたろう）
主人公。「桃太郎の木」が枯れた時に実を落とし、川へ流れた末っ子であるが兄たちは実が落ちる前にカラスの餌食になったりおじいさんが桃を割るのに失敗して死屍累々を築いたりで結果的にただ1人、運良く生き残った。成長し、鬼退治の旅に出る決意をするがその理由は功名心から。常に幟を背負っており、幟には現在の自分の感情が文字（四字熟語であることが多い）となって表れる。
ポチ
桃太郎が旅に出てから、最初のお供になった犬。本名で呼ばれることを嫌っており、対外的には「クリントイーストウッド」と名乗っている。拳銃の使い手だが、射撃の腕はそれほど高くない。群馬県名物・焼きまんじゅうが好物。
エカテリーナ・サルノビッチ
桃太郎が立ち寄った村で若い娘たちが次々と化物にさらわれてとうとう1人を残すのみとなった、その1人。日頃から玉の輿に乗って成り上がることを夢見る高慢ちきな性格で村の娘たちから嫌われており、事件の解決後に鬼の財宝目当てで桃太郎一行に加わる。ツッコミ役に回ることが多い。
オロロ
雉。天涯孤独の身に嫌気が差し、特技の変装でおだゆーじに成りすまして村の娘たちをナンパするが計画性の無さから正体を見破られたうえ貯金まで娘たちの遊興費に使い倒され、化物に変装して村の娘たちに嫌われているエカテリーナを連れて来ようとするが桃太郎の介入で失敗。桃太郎に脅されて強引に鬼退治の旅へ参加させられる。

## 単行本
1. 1992年11月9日初版 ISBN 9784088713472